# Gabriela Preissová

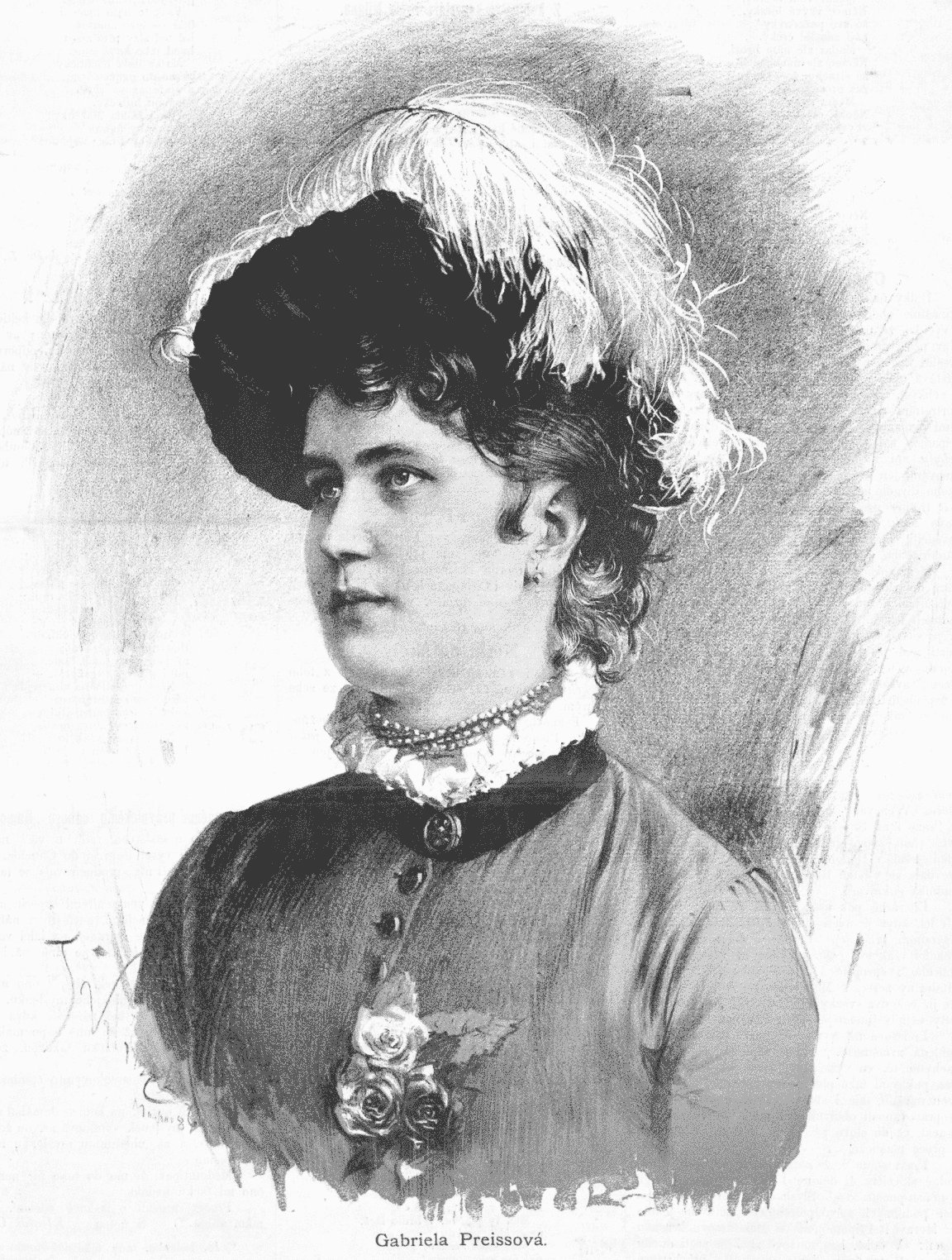
Gabriela Preissová (Jan Vilímek 1886)

Gabriela Preissová,  geborene Sekerova (* 23. März 1862 in Kutná Hora, Kaisertum Österreich; † 27. März 1946 in Prag;) Pseudonym Matylda Dumontová, war eine tschechische Schriftstellerin, Dramaturgin und Vertreterin des idealisierten Realismus.

## Leben
Kurz nach ihrer Geburt als Tochter eines Fleischermeisters in Kutná Hora zog die Familie nach Plaňany in Mittelböhmen. In den Jahren 1871 bis 1874 lebten sie wieder in Prag, bevor sie nach Hodonín im Mährisch-Slowakischen Grenzgebiet umzogen. Dort heiratete Gabriela 1880 den Angestellten einer Zuckerfabrik Preiss(er). Sie kehrte nach Prag zurück, nahm regen Anteil am öffentlichen und kulturellen Leben der Stadt, wechselte aber häufig das Lebensmilieu.
In den 1890er-Jahren übersiedelte Preissová nach Oslavany. Von hier unternahm sie Reisen nach Halytsch, Kärnten und Russland. Zwei Jahre lebte sie auf dem Hof ihres Mannes im Süden Österreichs, wo sie vom Leben der Südslawen in Kärnten beeindruckt war. Um 1900 zog sie wieder nach Prag. Nach dem Tod ihres Mannes heiratete sie 1908 in zweiter Ehe den österreichischen Oberst A. Halbaerth und lebte fortan in Pula, von wo sie  Reisen nach Italien und Frankreich unternahm. Während des Ersten Weltkriegs wurde sie wegen der Betreuung russischer Kriegsgefangener des Hochverrats beschuldigt. Nach dem Krieg und dem Ende der Monarchie zog sie wieder nach Prag in die neugegründete Tschechoslowakei, lebte zwischendurch in Chlum u Třeboně und wendete sich der bürgerlichen Gesellschaft zu. 1925 wurde sie in die Tschechische Akademie der Wissenschaften und Künste aufgenommen. Der Architekt Josef Fanta und sie zählen zu den ersten Ansässigen in der Wochenendsiedlung Jevany der sich bildenden Oberschicht in Prag nach dem Adelsaufhebungsgesetz vom 3. Dezember 1918.

## Literarisches Wirken
Gabriela Preissová war die Verfasserin von Theaterstücken und Opernlibretti. Sie schrieb Erzählungen voll Optimismus und Lebensfreude und kreisten um das Dorfleben auf dem Lande. Die ersten Erzählungen erschienen Anfang der 1890er-Jahre. Es sind ihre eindrucksvollsten Werke, darunter eine Sammlung von Geschichten in einer dreiteiligen Ausgabe. Die meisten Bücher schrieb sie in den 1920er Jahren. Diese Geschichten handeln vom Leben der Kärntner Slawen und dem tragischen Leben auf dem Land, meist mit einer Frau als Heldin. Diese Dramen erreichten nicht mehr die künstlerische Spontanität ihrer frühen Werke.
Themen ihrer Erzählungen waren meist Liebesverhältnisse junger Menschen, denen sich soziale Hindernisse in den Weg stellten. Einige ihrer Prosastücke wurden musikalisch verwertet, unter anderen Eva durch Josef Bohuslav Foerster. Preissovás realistisches Drama aus dem mährischen Bauernleben  Její Pastorkyňa (deutsch: Ihre Stieftochter), welches 1890 in Prag seine Uraufführung hatte, diente Leoš Janáček als Textvorlage für dessen gleichnamige Oper und wurde unter dem Namen Jenůfa auch im Ausland bekannt.